# فلورين (عملة بريطانية)
الفلورين البريطاني، أو القطعة ذات الشلنين (2/- أو 2 ثانية)، كانت عملة معدنية بقيمة 1/10 من جنيه واحد، أو 24 بنسًا. أصدرت من عام 1849 حتى عام 1967، وكان الإصدار النهائي لهواة الجمع مؤرخًا في عام 1970. وكانت آخر عملة معدنية متداولة مباشرة قبل النظام العشري ألغي تداولها، في عام 1993، حيث تداولوها لمدة ربع قرن جنبًا إلى جنب مع القطعة ذات العشرة بنسات، المتطابقة. في المواصفات والقيمة.
قدم الفلورين كجزء من تجربة النظام العشري التي لم تذهب إلى أبعد من ذلك في ذلك الوقت. أثارت الفلورينات الأصلية، التي يعود تاريخها إلى عام 1849، الجدل بسبب حذف الإشارة إلى الله من ألقاب الملكة فيكتوريا؛ يُعرف هذا النوع باسم «الفلورين الملحد»، وقد خلفه في عام 1851 «الفلورين القوطي»، لتصميمه وأسلوب كتابته. طوال معظم فترة وجوده، كان الفلورين يحمل بعض الاختلافات إما في دروع المملكة المتحدة، أو شعارات الدول المكونة لها على الجانب الخلفي، وهو تقليد كسر بين عامي 1902 و1910، عندما ظهرت العملة على شكل بريتانيا الدائمة.
في عام 1911، بعد تولي جورج الخامس العرش، استعاد الفلورين تصميم الدروع والصولجانات الذي كان عليه في أواخر العصر الفيكتوري، واحتفظ بهذا الشكل حتى عام 1937، عندما وضعت الشعارات الوطنية عليه. احتفظ الفلورين بمثل هذا الموضوع لبقية مسيرته، على الرغم من استخدام تصميم جديد منذ عام 1953، بعد انضمام إليزابيث الثانية. في عام 1968، قبل النظام العشري، بدأت دار سك العملة الملكية بضرب القطعة ذات العشرة بنسات. ظلت القطعة القديمة ذات الشلنين متداولة حتى صغرت قطعة العشرة بنسات، وألغي تداول العملات المعدنية السابقة، بما في ذلك الفلورين.

## التاريخ

### الخلفية
يعود تاريخ الحملة لتخفيض العملة العشرية في بريطانيا إلى عام 1682. وعلى الرغم من عدم القيام بأي شيء بشأن المقترحات المبكرة، فإن اعتماد العملات العشرية في الولايات المتحدة وفرنسا ودول أخرى في أواخر القرن الثامن عشر وأوائل القرن التاسع عشر جدد الدعوة، ودعت اللجان في عامي 1841 و1843 إلى اعتماد العملة العشرية. في عام 1847، قدم السير جون بورينغ اقتراحًا إلى البرلمان يدعو إلى إدخال العملة العشرية وضرب العملات المعدنية من فئة عُشر وجزء من مائة من الجنيهات. حصل بورينج على دعم قوي بشكل مدهش لاقتراحه، ووعدت حكومة راسل بإصدار عملة معدنية بقيمة عُشر الجنيه الاسترليني (شلنين) لاختبار الرأي العام، مع النظر في طرحها في المستقبل. من العملات العشرية الأخرى.
كان هناك الكثير من النقاش حول الاسم الذي يجب أن تسمى به العملة - كان السنتوم والعقد والدايم من بين الاقتراحات - قبل أن يتم تسوية الفلورين في نهاية المطاف، ليس بسبب العملة الإنجليزية القديمة التي تحمل هذا الاسم، ولكن لأن هولندا كان لديها الفلورين، أو جولدن، حول هذا الحجم والقيمة. الفلورين الأصلي، فيورينو دورو لجمهورية فلورنسا، كان عبارة عن عملة ذهبية تم سكها من عام 1252 إلى عام 1533.

### القضايا الفيكتورية (1849–1901)

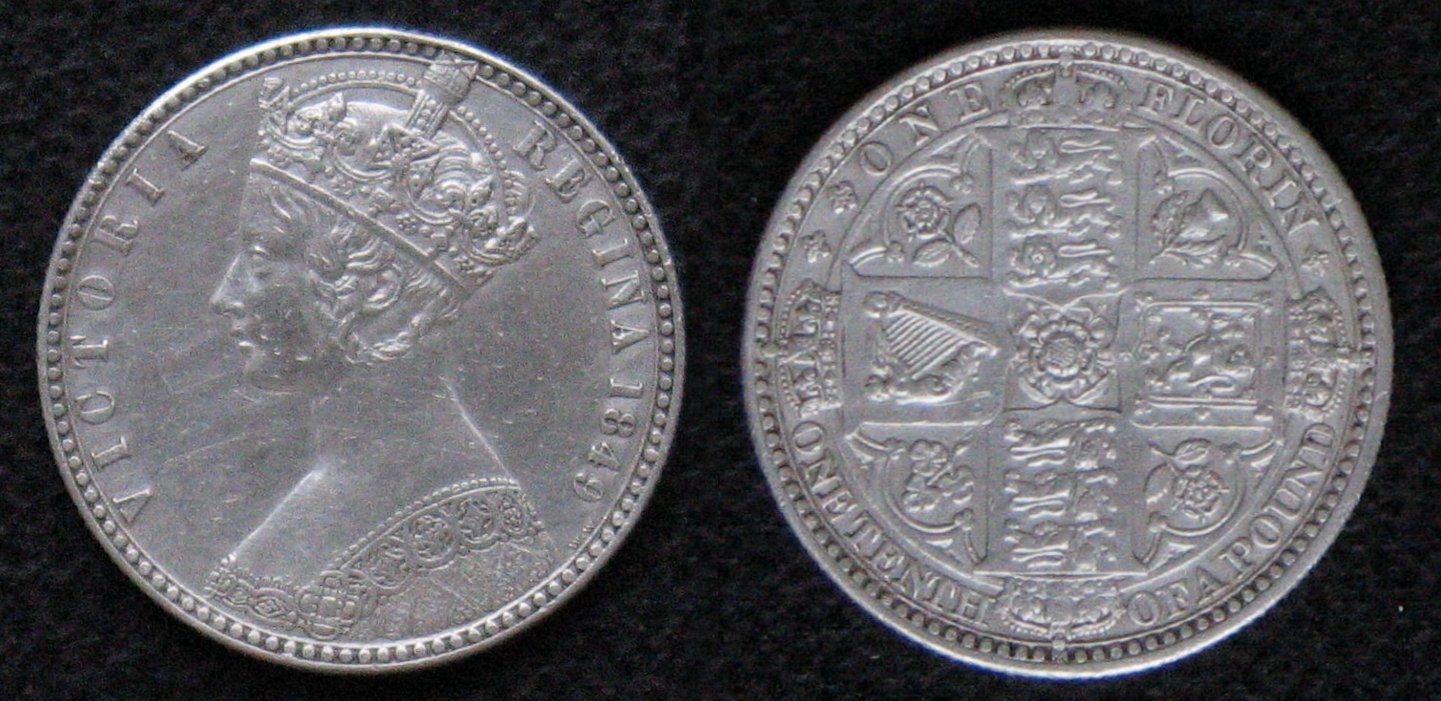
1849 "الفلورين الملحد"

ضربت الفلورينات الأولى في عام 1849. وكانت على الطراز القوطي، وتضمنت صورة للملكة فيكتوريا وهي امرأة شابة للغاية، مع دروع إنجلترا المتوجة (مرتين، وفقًا للترتيب المعتاد لشعار النبالة الملكي للولايات المتحدة). المملكة كما هي مستخدمة في إنجلترا)، واسكتلندا، وأيرلندا مرتبة في نمط صليبي يظهر على الجانب الخلفي، والشعارات الزهرية للدول في الزوايا (مرة أخرى مع ظهور شعار إنجلترا مرتين). يشبه الفلورين الجديد إلى حد كبير التاج القوطي لعام 1847؛ صمم الوجه لكليهما بواسطة رئيس النقاشين في دار سك العملة الملكية، ويليام ويون، بينما صمم الوجه الخلفي لكليهما بواسطة ويليام دايس. على عكس النص القوطي للتاج، فإن الفلورين 1849 يحتوي على حروف رومانية. كان الفلورين الصادر عام 1849 من الفضة يزن 11.3 جرامًا (يُعرف بـ 4⁄11 أونصة تروي) ويبلغ قطره 28 ملم (1.10 بوصة). أوضحت العملة الجديدة قيمتها من خلال نقش ONE FLORIN ONE TENTH OF A PUND على ظهرها. للمساعدة في التجربة العشرية، لم يصدر نصف التاج (شلنين وستة بنسات، أو ثُمن الجنيه)، بالقرب من الفلورين من حيث الحجم والقيمة، بين عامي 1850 و1874، عندما ضرب مرة أخرى بناءً على الطلب. من البنوك، ووجدت الدراسات الاستقصائية أن كلتا العملاتتين لعبتا دورًا مفيدًا في التجارة. سيستمر ضرب كل منها، وسيتم تداولها معًا، حتى العلامة العشرية.

ربما كانت هذه العملات المعدنية الأولى بمثابة صدمة للجمهور، حيث ظهرت لأول مرة منذ ما يقرب من 200 عام عملة بريطانية تحمل صورة الملك وهو يرتدي التاج. والأكثر إثارة للصدمة، بما في ذلك (كما يُزعم) للملكة فيكتوريا نفسها، هو النقش الموجود على الوجه، VICTORIA REGINA 1849، مع حذف الحرف D G المعتاد لـ Dei Gratia (بفضل الله) من نقش العملة. أدى ذلك إلى تسميتها باسم «الفلورين الملحد». نشأ المزيد من الجدل بسبب حذف الاختصار المعتاد FD لـ Fidei Defensor (المدافع عن الإيمان): رئيس دار سك العملة، ريتشارد لالور شيل، وهو إيرلندي وكاثوليكي روماني، اشتبه البعض في قيامه بالتآمر للإطاحة بالنظام البروتستانتي. في الواقع، اقترح النقش من قبل ألبرت، الأمير القرين، زوج فيكتوريا. قال شيل في مجلس العموم إن النقش كان خطأ، وأعيد تصميم الفلورين لإصداره التالي في عام 1851.
ارتفع قطر الفلورين المنقح إلى 30 ملم (1.18 بوصة) (لم يتغير الوزن)، وكانت جميع الحروف الموجودة على العملة مكتوبة بالخط القوطي، مما أدى إلى تسميتها بالفلورين القوطي. كانت العملة من نفس المصممين. قدم تاريخه بالأرقام الرومانية. لم يتغير التمثال النصفي لفيكتوريا وشعارات النبالة الموجودة على ظهره إلى حد كبير. يقرأ النقش اللاتيني على الوجه VICTORIA D G BRITT REG F D مع التاريخ، بينما يقرأ العكس ONE FLORIN ONE TENTH OF A Pound. على الرغم من اللجنة الملكية، سرعان ما تلاشت حملة التخفيض. لم يكن هناك سوى دعم فاتر لاقتراح عام 1855 في مجلس العموم الذي أشاد بإصدار الفلورين وطلب المزيد من العملات العشرية. أنتج الفلورين القوطي كل عام حتى عام 1887، باستثناء عامي 1861 و1882. ومن عام 1864 حتى عام 1879، ضربت العديد من الفلورينات بأرقام قوالب على الوجه (عثر عليها على يمين بروش فيكتوريا، ربما كجزء من تحقيق دار سك العملة حول المدة التي استغرقها إنتاجها). تموت العملة لتتآكل بدءًا من بعض إصدارات عام 1867، وقد قدم بريت على الوجه بريت، بعد اللاتينية الممارسة في اختصارات مضاعفة الحرف الساكن الأخير للجمع، وهكذا تغير لقب فيكتوريا من «ملكة بريطانيا» إلى «ملكة البريطانيين»، بما في ذلك المستعمرات والأقاليم الأخرى.
في عام 1887، كجزء من إعادة تصميم العملة بمناسبة اليوبيل الذهبي لفيكتوريا، ظهر تصميم جديد للوجه يظهر الملكة كامرأة أكبر سنًا، لأول مرة على العملات الذهبية والفضية. أطلق على هذه العملة اسم «عملة اليوبيل» وكان من تأليف السير جوزيف بوهم. أزيلت النباتات المختلفة من ظهر الفلورين واستبدلت بصولجانات بين الدروع مع وجود نجمة جارتر في المنتصف. سرعان ما أثبت رأس اليوبيل عدم شعبيته، ويرجع ذلك جزئيًا إلى التاج الذي ارتدته الملكة، والذي اعتُبر صغيرًا بشكل يبعث على السخرية. شارك الفلورين اليوبيل عكسه مع الفلورين المزدوج قصير العمر، والذي وصفه جيرترود رولينجز في عام 1898 بأنه «أدوات المطبخ المشعة وصواني الشاي». أنشأ التصميم العكسي ونقشه بواسطة ليونارد تشارلز ويون (الذي نقش الوجه أيضًا)، على الرغم من أنه ربما تأثر بالعملة الذهبية لتشارلز الثاني التي صممها جون روتييه. قلل القطر إلى 29.5 ملم (1.16 بوصة). وكانت جميع النقوش بالأحرف اللاتينية والأرقام العربية. يقرأ النقش الموجود على الوجه VICTORIA DEI GRATIA، بينما يقرأ العكس FID DEF BRITT REG، مع عدم وجود إشارة إلى القيمة. ضرب فلورين اليوبيل كل عام بين عامي 1887 و1892.

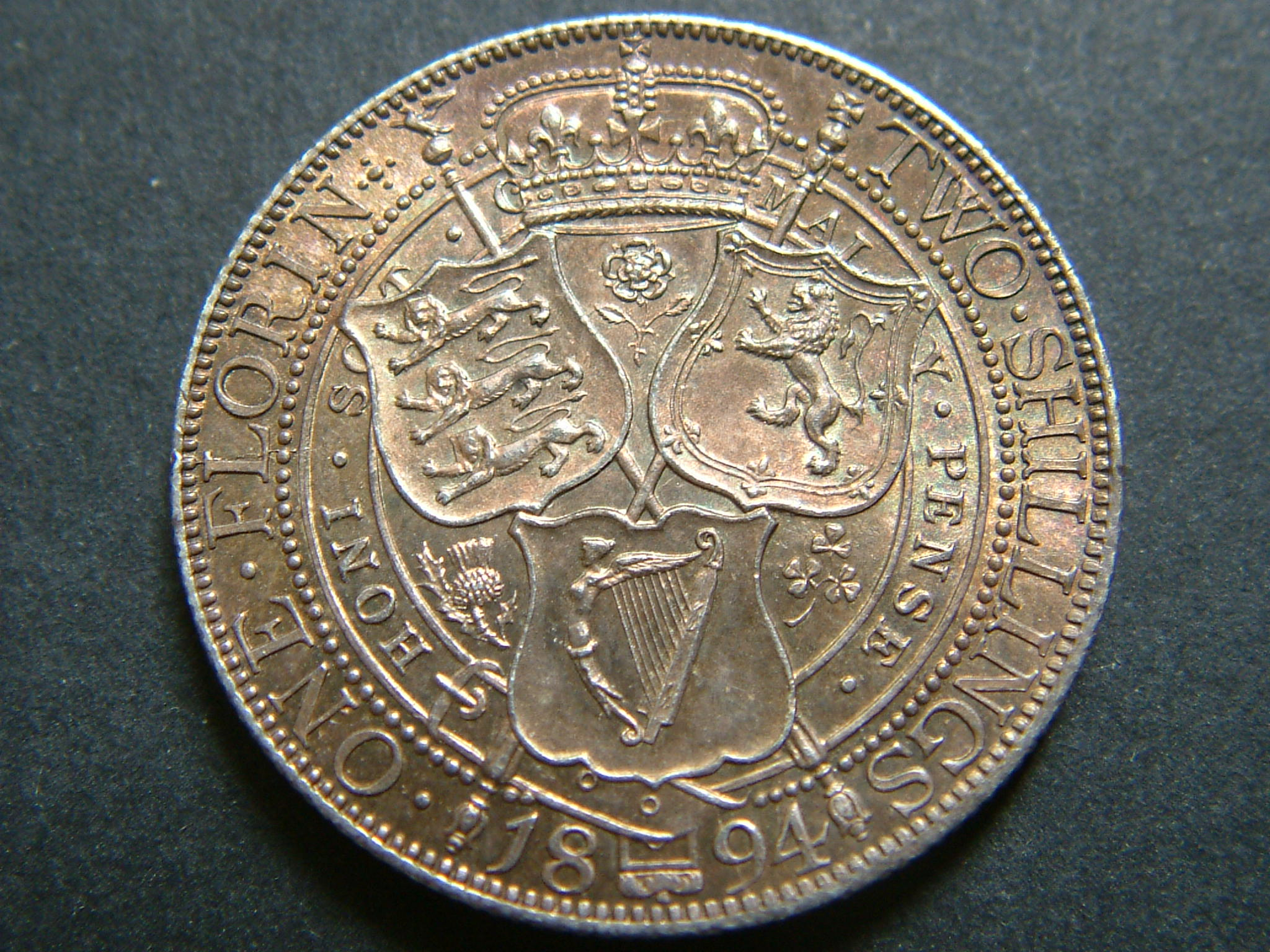
صمم الفلورين عام 1894 بواسطة السير إدوارد بوينتر.

نظرًا لعدم شعبية تمثال اليوبيل النصفي، أنشأت لجنة في فبراير 1891 للتوصية بتصميمات جديدة. حيث اختار وجه من تصميم توماس بروك، وأوصت اللجنة أيضًا ببعض العكسات الجديدة. أوصت هذه اللجنة الاستشارية باستخدام تمثال نصفي مختلف (أيضًا لبروك) على الفلورين لتمييزه عن نصف التاج. لم يتم قبول التوصية، واستخدم الفلورين نفس وجه «الرأس المحجب» أو «الرأس القديم» الذي قدم للعملات الفضية والذهبية في عام 1893. ولتمييزه بشكل أفضل عن نصف التاج، قلل القطر من 29 إلى 28.5 ملم (1.14 إلى 1.12 بوصة).ةنقش VICTORIA DEI GRA BRITT REGINA FID DEF IND IMP على الوجه، جنبًا إلى جنب مع صورة عكسية جديدة تظهر ثلاثة دروع مفصولة بوردة ونفل وشوك (يرمز إلى إنجلترا وأيرلندا واسكتلندا) تحت التاج، والنقش ONE FLORIN TWO shillings. أنشأ هذا العكس بواسطة السير إدوارد بوينتر، وكان يصدر كل عام بين عامي 1893 و1901، وهو عام وفاة فيكتوريا.

### إدوارد السابع (1901–1910)
أعيد تصميم كلا جانبي الفلورين بعد تولي ابن فيكتوريا العرش، إدوارد السابع، وتم إنشاء كل تصميم بواسطة رئيس النقاشين في دار سك العملة الملكية، جورج ويليام دي سول. سك فلورين الملك إدوارد السابع كل عام من عام 1902 إلى عام 1910. وظلت مواصفاته عند وزن 11.3 جرامًا وقطره 28.5 ملم. يُظهر الوجه رأس الملك المواجه لليمين، المنقوش عليه EDWARDVS VII DEI GRA BRITT OMN REX FD IND IMP، بينما يتميز الجانب الآخر بما يعتبره كتالوج Coincraft القياسي للعملات المعدنية الإنجليزية والمملكة المتحدة «عكسًا غير عادي وأصلي». تُظهر الصورة شخصية بريتانيا التي تعصف بها الرياح واقفة وهي تحمل درعًا بيدها اليسرى ورمح ثلاثي الشعب بيمينها، ومكتوب عليها فلورين واحد وشلنين، مع التاريخ أدناه. وصف بيتر سيبي، في كتابه تاريخ العملات البريطانية، شخصية بريتانيا بأنها «واقفة على سفينة أسطورية قديمة لا يمكن أن تكون صالحة للإبحار تحت ثقلها»، ولكنها «تركيبة ممتعة».

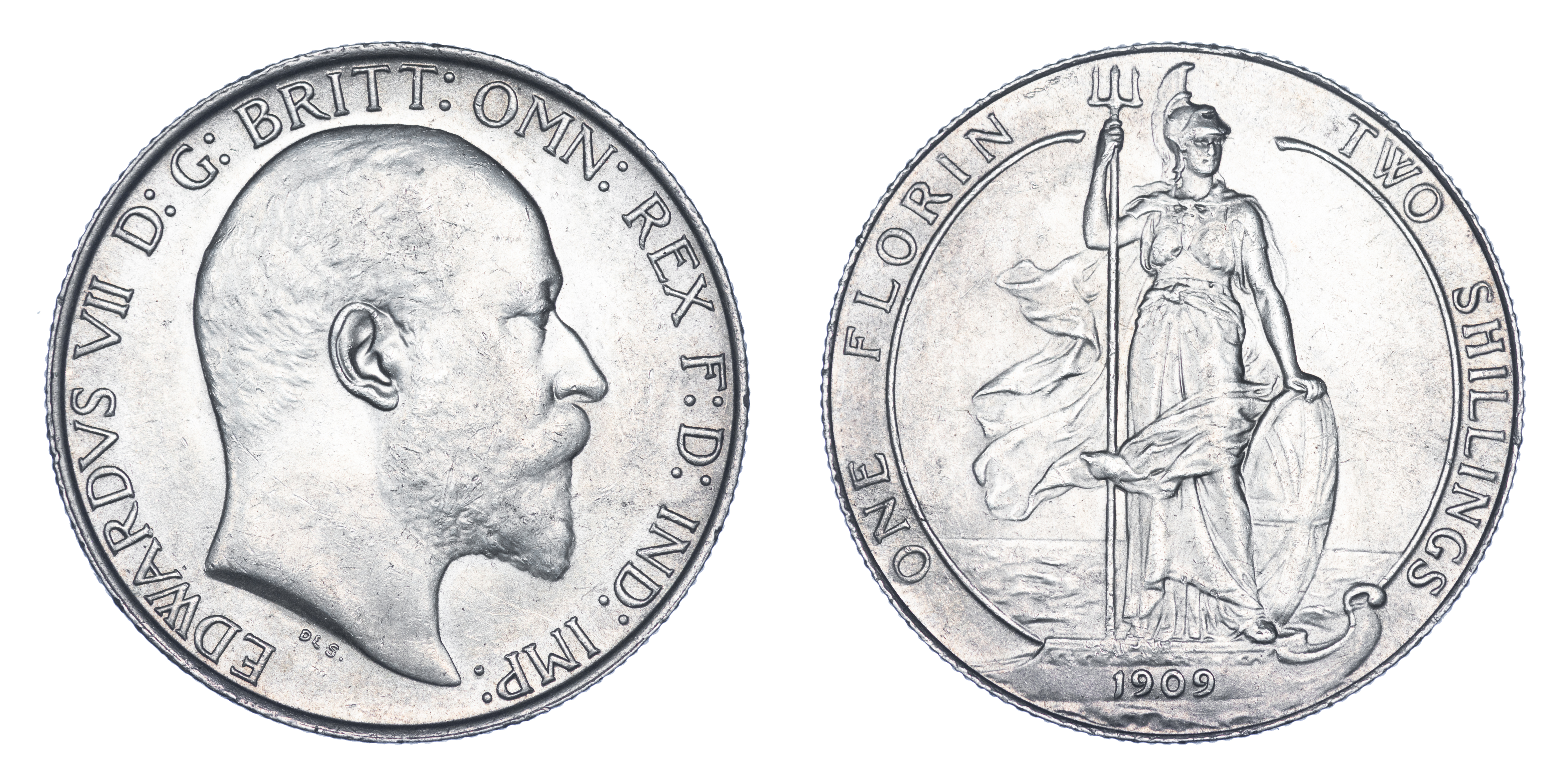
1909 فلورين، صممه جورج وليام دي سولس

ابتكر دي سول الفلورين الجديد بهذه الطريقة لتمييز العملة عن نصف التاج، حيث كانت هناك شكاوى من الارتباك. من المحتمل أنه اعتمد في تصميمه على الدولار التجاري البريطاني (1895). كانت حاضنة التصميم سوزان هيكس بيتش، ابنة مايكل هيكس بيتش، إيرل سانت ألدوين الأول الذي شغل منصب وزير الخزانة وبحكم منصبه سيد دار سك العملة. إن عملة بريتانيا الحديثة، وهي عبارة عن قطع سبائك تسك من قبل دار سك العملة الملكية للمستثمرين وهواة الجمع، لها عكس يشبه بقوة الفلورين الإدواردي.

### جورج الخامس (1910–1936)
سكت الفلورينات التي تحمل تمثالًا يساريًا لجورج الخامس للسير بيرترام ماكينال في كل عام من سنوات حكم الملك (1910-1936) باستثناء عامي 1910 و1934. وقد طور التصميم العكسي الأولي (1911-1926) داخليًا في دار سك العملة الملكية. والمقصود منه هو أن يكون من الفلورين المزدوج لعام 1887، والذي يشبهه فلورين اليوبيل إلى حد كبير. لم يتغير وزن العملة وقطرها، ولكن بسبب ارتفاع أسعار الفضة، تغير التركيب المعدني في عام 1920 من 0.925 فضة إلى 50% فضة، و40% نحاس، و10% نيكل، ثم مرة أخرى في عام 1922 إلى 50%. الفضة، 50% نحاس، ومرة أخرى في عام 1927 إلى 50% فضة، 40% نحاس، 5% نيكل، 5% زنك. كانت التغييرات في السبائك بعد عام 1920 بسبب محاولة دار سك العملة العثور على سبيكة فضية تظل جذابة كما كانت. النقوش الموجودة على وجه النسخة الأصلية من فلورين جورج الخامس كانت GEORGIVS V D G BRITT OMN REX F D IND IMP وعلى العكس كانت ONE FLORIN وسنة الضرب.
الفلورين المعدل، الذي يرجع تاريخه إلى عام 1927 إلى عام 1936، صممه جورج كروجر جراي ولم يغير بشكل كبير تصميم الدروع والصولجانات، بل أزال التيجان من الدروع ووضعها على الصولجانات. يوجد حرف «G»، الحرف الأول من اسم الملك، في وسط التصميم. أصبح نقش الوجه GEORGIVS V DEI GRA BRITT OMN REX والنقش العكسي هو FID DEF IND IMP مع التاريخ والاسم ONE FLORIN. عدل التمثال النصفي للملك على الوجه قليلاً في عام 1927.

### إدوارد الثامن (1936)
طوال عام 1936، وهو العام الذي حكم فيه إدوارد الثامن، استمر ضرب العملات المعدنية من جميع الطوائف باستخدام تصميمات جورج الخامس، في انتظار إعداد عملات الملك الجديد. لم تطرح أي عملات معدنية تصور إدوارد الثامن رسميًا للتداول. يوجد نمط فلورين للملك إدوارد، والذي كان من المقرر أن يحصل على الموافقة في وقت قريب من تنازل الملك عن العرش في ديسمبر 1936. على الرغم من وجود تقليد لتناوب الاتجاه الذي يواجهه الملك مع كل عهد، وكان جورج الخامس يواجه اليسار، إلا أن إدوارد يعتقد أن هذا الجانب أكثر الاغراء. وهكذا، فإن الوجه يصور دمية الملك ذات الوجه الأيسر من تصميم توماس همفري باجيت، ومنقوش عليها EDWARDVS VIII DG BR OMN REX. يظهر العكس، بقلم كروجر جراي، وردة متوجة محاطة بنبات الشوك والنفل، مع وجود E أسفل نبات الشوك وR أسفل نبات النفل، والنقش FID DEF IND IMP وTWO SHILLINGS 1937.

### جورج السادس (1936–1952)
يبدو الفلورين الخاص بالملك جورج السادس، والذي أنتج كل عام بين عامي 1937 و1951، مشابهًا جدًا للفلورين المخطط له لأخيه إدوارد الثامن. كما هو الحال في أنماط الملك إدوارد، حذفت الكلمات ONE FLORIN؛ سيبقون غائبين طوال وجود العملة المتبقية. يُظهر الوجه، الذي رسمه توماس همفري باجيت، تمثال الملك ذو الوجه الأيسر المنقوش عليه GEORGIVS VI DG BR OMN REX. على العكس من ذلك، بواسطة كروجر جراي، يصور وردة متوجة مع شوك ونفل على كلا الجانبين. يوجد حرف G أسفل نبات الشوك وR أسفل نبات النفل، ويعود تاريخ النقش FID DEF IND IMP TWO SHILLINGS إلى عام 1948. ومن عام 1949، ضربت العملات المعدنية بدون IND IMP، اعترافًا باستقلال الهند. منذ عام 1947، تغير المحتوى المعدني، كما هو الحال بالنسبة لجميع العملات الفضية البريطانية المتداولة، إلى 75% نحاس، و25% نيكل. كان هذا بسبب حاجة بريطانيا إلى إعادة الفضة Lend-Lease إلى الولايات المتحدة. بقي قطر الفلورين ووزنه دون تغيير عند 11.3 جرامًا و28.5 ملم، على الرغم من تغيير السبيكة.

### إليزابيث الثانية (1953-1970)
أنتجت الفلورينات للملكة إليزابيث الثانية كل عام بين عامي 1953 و1967، مع عملات معدنية مؤرخة عام 1970. يُظهر الوجه رأس ماري جيليك للملكة إليزابيث، منقوش عليه ELIZABETH II DEI GRATIA BRITT OMN REGINA (1953 فقط) أو ELIZABETH II DEI GRATIA REGINA ( سائر السنوات). أجري هذا التغيير للاعتراف بتطور الكومنولث البريطاني، والذي كان يضم في ذلك الوقت بعض الجمهوريات. والعكس، بقلم إدغار فولر وسيسيل توماس، يصور وردة تيودور في المنتصف محاطة بالأشواك ونباتات النفل والكراث، مع العبارة اللاتينية FID DEF، والمسمى والتاريخ. اختيرت التصاميم من قبل اللجنة الاستشارية لسك العملة الملكية بعد مسابقة عامة. تظهر الأحرف الأولى من اسم الفنانين على جانبي الكراث الويلزي في الجزء السفلي من الظهر. عندما وضح الوجه الخلفي للعملة الجديدة في الصحافة، لم يكن هناك إجماع حول الاتجاه الذي سيتم اتباعه؛ عالم العملات H.W. لاحظت Linecar أن حرف L الثاني في الشلن يمثل الجزء السفلي من العملة.
وفقًا لخطة التخفيض العشري للعملة (بعد 120 عامًا من طرح هذه الفئة لأول مرة في الخطة الأولية لإدخال العملة العشرية)، اعتبارًا من عام 1968، طرحت عملة العشرة بنسات بنفس الحجم والوزن والتركيب المعدني مثل الفلورين. . وهكذا توقف تداول الفلورين بعد القطع المؤرخة عام 1967. تداولوا القديم والجديد جنبًا إلى جنب على شكل فلورين قبل اليوم العشري (15 فبراير 1971) وعلى شكل قطع بعشرة بنسات بعد ذلك. ظلت الفلورينات (المؤرخة عادةً عام 1947 أو ما بعده) متداولة بعد اليوم العشري. في عام 1987، وبعد دراسة العملة، أعلنت حكومة تاتشر عن نيتها إصدار قطعة جديدة من فئة العشرة بنسات، مخفضة الحجم. أصدرت قطعة أصغر بعشرة بنسات في عام 1992، وبعد ذلك ألغي تداول الفلورين القديم في 30 يونيو 1993. وكان الفلورين، أول عملة عشرية، آخر عملة سحبت في التداول العام قبل النظام العشري مباشرة.

## سك العملة

#### فيكتوريا
- 1849 - 413,320
- 1851 - 1,540
- 1852 - 1,014,552
- 1853 - 3,919,950
- 1854 - 550,413
- 1855 - 831,017
- 1856 - 2,201,760
- 1857 - 1,671,120
- 1858 - 2,239,380
- 1859 - 2,568,060
- 1860 - 1,475,100
- 1862 - 594,000
- 1863 - 938,520
- 1864 - 1,861,200
- 1865 - 1,580,040
- 1866 - 914,760
- 1867 - 423,720
- 1868 - 869,940
- 1869 - 297,000
- 1870 - 1,080,648
- 1871 - 3,425,605
- 1872 - 7,199,690
- 1873 - 5,921,839
- 1874 - 1,642,630
- 1875 - 1,117,030
- 1876 - 580,034
- 1877 - 682,292
- 1878 - 1,786,680
- 1879 - 1,512,247
- 1880 - 2,161,170
- 1881 - 2,376,337
- 1883 - 3,555,667
- 1884 - 1,447,379
- 1885 - 1,758,210
- 1886 - 591,773
- 1887 - 543,525 (Gothic[40])
- 1887 - 1,233,378 (Jubilee)
- 1888 - 1,647,540
- 1889 - 2,973,561
- 1890 - 1,684,737
- 1891 - 836,438
- 1892 - 283,401
- 1893 - 1,667,415
- 1894 - 1,952,842
- 1895 - 2,182,968
- 1896 - 2,944,416
- 1897 - 1,699,921
- 1898 - 3,061,343
- 1899 - 3,966,953
- 1900 - 5,528,630
- 1901 - 2,648,870

#### إدوارد السابع
- 1902 - 2,204,698
- 1903 - 995,298
- 1904 - 2,769,932
- 1905 - 1,187,596
- 1906 - 6,910,128
- 1907 - 5,947,895
- 1908 - 3,280,010
- 1909 - 3,482,829
- 1910 - 5,650,713

#### جورج الخامس
- 1911 - 5,957,291
- 1912 - 8,571,731
- 1913 - 4,545,278
- 1914 - 21,252,701
- 1915 - 12,357,939
- 1916 - 21,064,337
- 1917 - 11,181,617
- 1918 - 29,211,792
- 1919 - 9,469,292
- 1920 - 15,387,833
- 1921 - 34,863,895
- 1922 - 23,861,044
- 1923 - 21,546,533
- 1924 - 4,582,372
- 1925 - 1,404,136
- 1926 - 5,125,410
- 1927 - 15,000 (Proof Only)
- 1928 - 11,087,186
- 1929 - 16,397,279
- 1930 - 5,733,568
- 1931 - 6,566,331
- 1932 - 717,041
- 1933 - 8,685,303
- 1935 - 7,540,546
- 1936 - 9,897,448

#### جورج السادس
- 1937 - 13,033,183
- 1938 - 7,909,388
- 1939 - 20,850,607
- 1940 - 18,700,338
- 1941 - 24,451,079
- 1942 - 39,895,245
- 1943 - 26,711,987
- 1944 - 27,560,005
- 1945 - 25,858,049
- 1946 - 22,300,254
- 1947 - 22,910,085
- 1948 - 67,553,838
- 1949 - 28,614,939
- 1950 - 24,375,003
- 1951 - 27,431,747

#### إليزابيث الثانية
- 1953 - 11,998,710
- 1954 - 13,085,422
- 1955 - 25,887,253
- 1956 - 47,824,500
- 1957 - 33,071,282
- 1958 - 9,564,580
- 1959 - 14,080,319
- 1960 - 13,831,782
- 1961 - 37,735,315
- 1962 - 35,129,903
- 1963 - 25,580,000
- 1964 - 16,313,000
- 1965 - 48,723,000
- 1966 - 84,547,000
- 1967 - 22,000,000
- 1970 - 750,476 (Proof Only)